# أشنات بوت
أشنات بوت (الاسم العلمي: Pottiaceae) هي فصيلة من النباتات تتبع رتبة أشنيات بوت من طائفة الحزازيات الحقيقية.

## التصنيف
- أشنة بوت